# لیسکو (نبراسکا)
لیسکو(به انگلیسی: Lisco) شهری در ایالت نبراسکا کشور ایالات متحده آمریکا است که جمعیت آن در سرشماری سال ۲۰۱۰ میلادی، ۶۴ نفر بوده‌است.